# Llista de missions diplomàtiques de Cap Verd

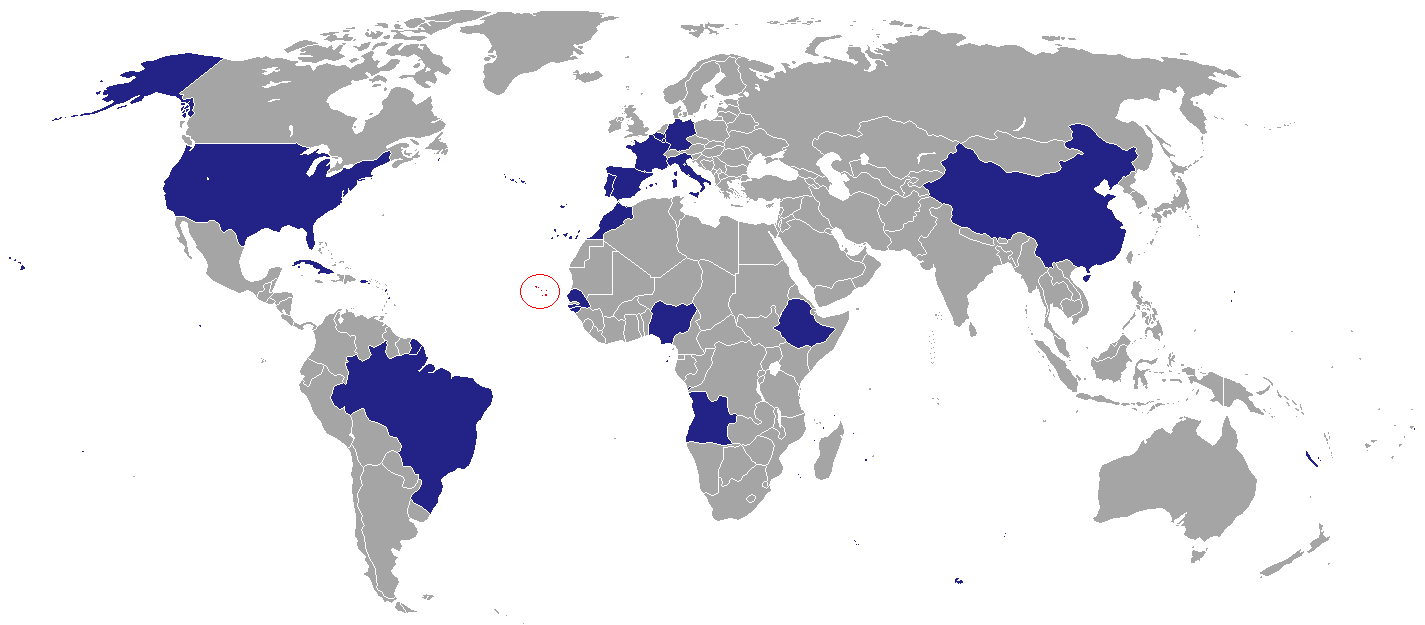
Mapa de països amb ambaixades de Cap Verd

Aquesta és la Llista de missions diplomàtiques de Cap Verd, un país insular dÀfrica occidental i que és un de vuit països del món on es parla portuguès. A sota es troben les ambaixades i consolats de Cap Verd:

## Àfrica

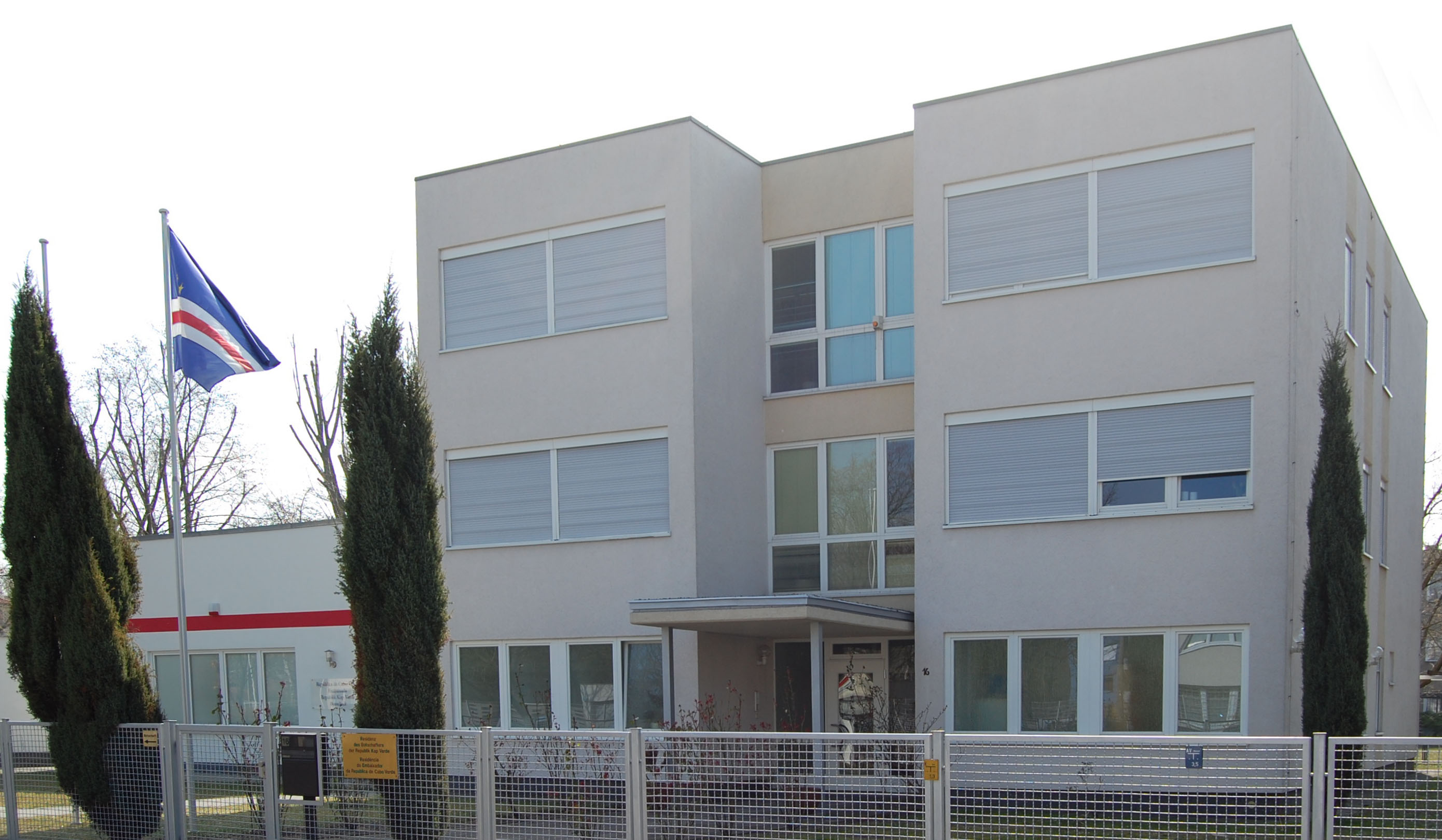
Ambaixada de Cap Verd a Berlín

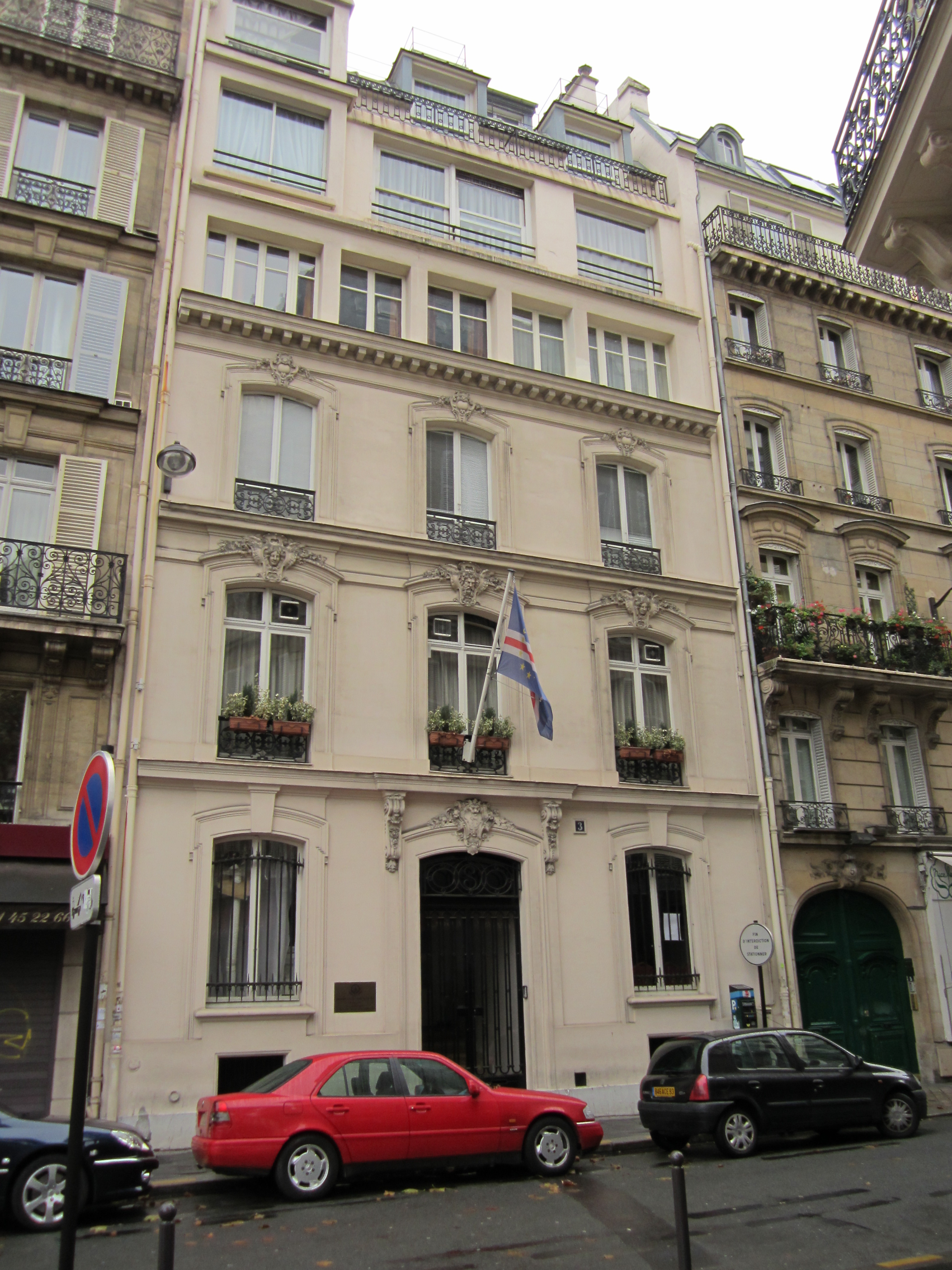
Ambaixada de Cap Verd a París

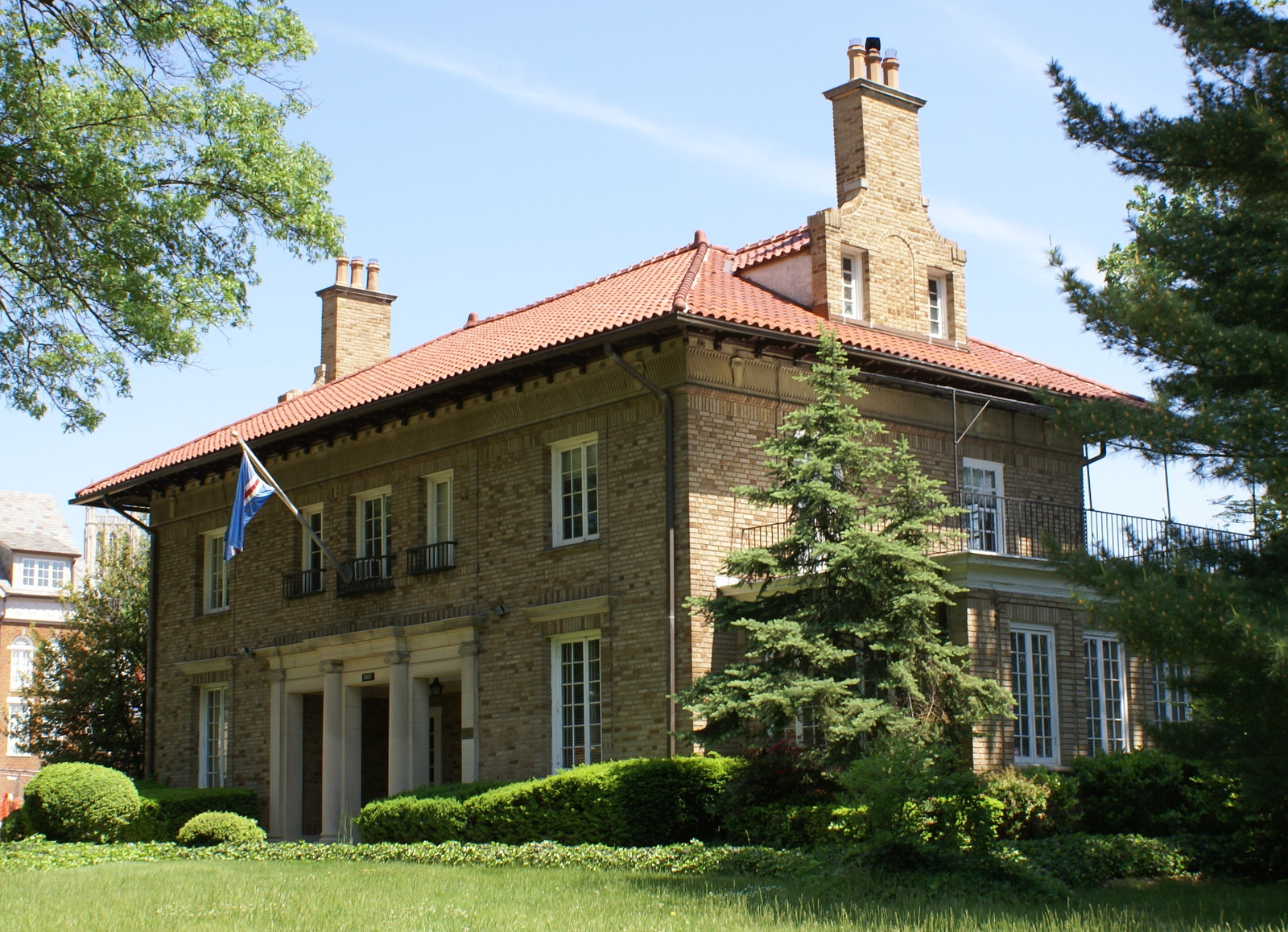
Ambaixada de Cap Verd a Washington, DC

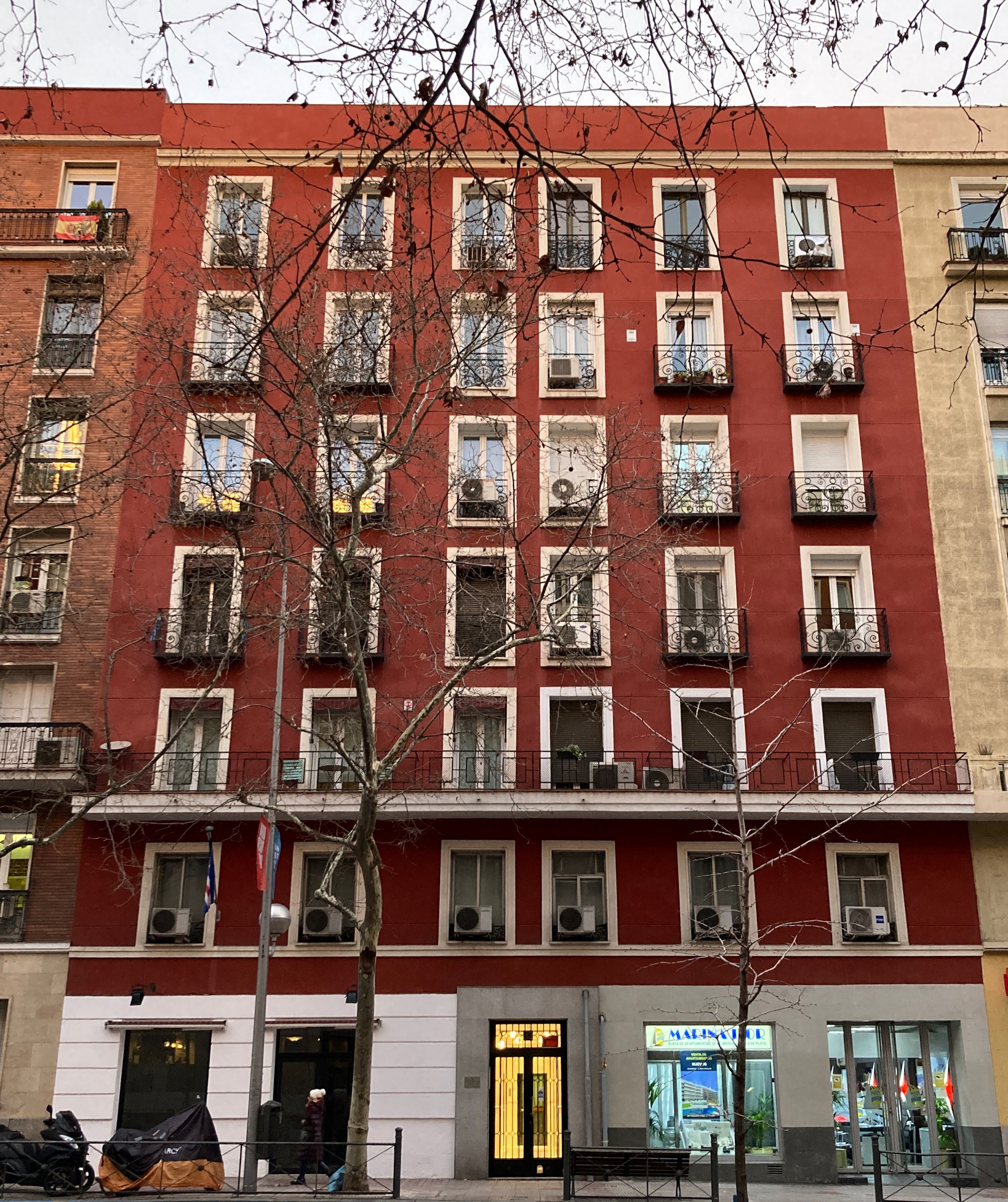
Ambaixada de Cap Verd a Madrid

- Angola
  - Luanda (Ambaixada)[1]
- Etiòpia
  - Addis Abeba (Ambaixada)
- Guinea-Bissau
  - Bissau (Ambaixada)[1]
- São Tomé i Príncipe
  - São Tomé (Consolat)[1]
- Senegal
  - Dakar (Ambaixada)[1]

## Amèrica
- Brasil
  - Brasília (Ambaixada)[1]
- Cuba
  - L'Havana (Ambaixada)[1]
- Estats Units[1]
  - Washington, DC (Ambaixada)
  - Boston (Consolat)

## Àsia
- R.P. de la Xina
  - Pekin (Ambaixada)[1]

## Europa
- Alemanya[1]
  - Berlín (Ambaixada)
- Àustria
  - Viena (Ambaixada)
- Bèlgica
  - Brussel·les (Ambaixada)[1]
- França
  - París (Ambaixada)[1]
- Espanya
  - Madrid (Ambaixada)[1]
- Itàlia
  - Roma (Ambaixada)[1]
- Luxemburg
  - Luxemburg (Ambaixada)[1]
- Països Baixos
  - Rotterdam (Consolat)[1]
- Portugal
  - Lisboa (Ambaixada)[1]
- Rússia
  - Moscou (Ambaixada)

## Organitzacions Multilaterals
- Addis Abeba (Missió Permanent de Cap Verd davant la Unió Africana)
- Brussel·les (Missió Permanent de Cap Verd davant la Unió Europea)
- Lisboa (Missió davant la Comunitat de Països de Llengua Portuguesa)
- Nova York (Missió Permanent de Cap Verd davant les Nacions Unides)
- París (Missió Permanent de Cap Verd davant la Unesco)
- Roma (Missió Permanent de Cap Verd davant l'Organització per a l'Alimentació i l'Agricultura)
- Viena (Missió Permanent de Cap Verd davant les Nacions Unides)